# Owen Gray
Pour les articles homonymes, voir Gray.
Owen Gray parfois écrit Owen Grey, né le 5 juillet 1939 dans la paroisse de Saint Mary (Jamaïque) et mort le 20 juillet 2025 à Londres (Angleterre), est un chanteur jamaïcain. Il s'est illustré dans différents styles comme le blues jamaïcain, le shuffle, le ska, la musique soul, les ballades romantiques ou le reggae.

## Biographie
Owen Gray naît dans la paroisse de Saint Mary en Jamaïque le 5 juillet 1939 d’un père militaire. Très jeune, il chante dans une chorale et gagne un prix à neuf ans. Dès l'âge de douze ans, il se produit déjà en public, jouant de la batterie, de la guitare et des claviers. Il fréquente l'Alpha Boys School de Kingston et devient professionnel à 19 ans.
Il commence sa carrière en 1960 avec The Caribs (Please Don't Let Me Go) et en travaillant chez le producteur Simeon Smith, accompagné du Sonny Bradshaw Orchestra ou de Kenneth Richard & his Band (Nobody Else, Running Around). Il enregistre ensuite pour Coxsone Dodd (One The Beach), avec Don Drummond (Sinners Deep), Prince Buster (Lizarella), King Edward, Chris Blackwell, etc. Son plus grand succès est Darling Patricia sorti chez Leslie Kong en 1962.
Il enregistre également une dizaine de duos avec la chanteuse Millie Small pour Coxsone  (Never Say Goodbye), et lui dédie la chanson Millie Girl, produite par Prince Buster en 1962. Il réalise une tournée en Europe en 1964 et enregistre énormément jusqu'en 1965. 
On le retrouve chez Clancy Collins à partir de 1967, parfois accompagné des Soul Vendors, avec qui il part en tournée. Il revient en 1969 avec les débuts du reggae (Woman A Gramble, Girl What You Are Doing To Me). Il obtient un franc succès avec Cupid, une reprise de Sam Cooke. Bunny Lee produit encore quelques titres d'Owen Gray en 1975 hélas passé inaperçus (Jah Jah Train).
Il s'installe ensuite aux États-Unis, d'abord à La Nouvelle-Orléans, puis à Miami. Il continue à chanter des ballades dans les années 1990 et fête ses 40 ans de carrière en 1998.
Travaillant continuellement sa sonorité, Owen Gray garde des liens étroits avec la Jamaïque — sa chanson Hail The Man est un hommage au Négus Haïlé Sélassié, — et son reggae engagé est grandement apprécié de la communauté rastafarienne.

En 2012, considérant sa longue carrière musicale, il confie dans un entretien : 

« Je n’ai jamais rien voulu faire d’autre que de la musique : c’est la seule chose qui m’a toujours rendu heureux »

En 2023, Owen Gray devient Officier de l’Ordre de la Distinction de la Jamaïque « pour son apport majeur à la culture musicale de son pays ».
Owen Gray meurt le 20 juillet 2025 à Londres, en Angleterre, à l'âge de 86 ans. Les causes de son décès n'ont pas été révélées mais il souffrait d'un cancer depuis 2019.